# Esporte Clube XV de Novembro (Piracicaba)
O Esporte Clube XV de Novembro, mais conhecido como XV de Piracicaba, é uma agremiação brasileira de esporte da cidade de Piracicaba, interior de São Paulo. Foi fundada em 15 de novembro de 1913 e suas cores são o preto e o branco.
Tradicional clube paulista, o XV de Piracicaba foi vice-campeão do Campeonato Paulista em 1976, quando seu presidente era Romeu Italo Ripoli. Além disso, possui cinco títulos da Série A2 do Campeonato Paulista (1947, 1948, 1967, 1983 e 2011), um título da Série C do Campeonato Brasileiro, em 1995, e dois títulos da Copa Paulista, em 2016 e em 2022.

## História
O XV de Novembro foi fundado no ano de 1913, tendo por diversos anos participado do Campeonato Paulista da primeira divisão. Sua participação mais expressiva terminou com o vice-campeonato de 1976. O clube já conquistou vários títulos, dentre os quais se destacam os campeonatos paulistas da segunda divisão de 1947, 1948, 1967, 1983 e também de 2011. O XV conquistou também o Campeonato Brasileiro da Série C de 1995 e a Copa Paulista por duas vezes, em 2016 e em 2022. O seu mascote é o Nhô Quim, criado por Edson Rontani, e retrata o típico torcedor piracicabano descendente de italianos.

### O Início
A cidade de Piracicaba era conhecida nos anos 1910 como pérola paulista - na época, a cidade tinha cerca de 40 mil habitantes e a sua economia local baseava-se na agricultura canavieira e no café. Nesta época, duas tradicionais famílias piracicabanas, Pousa e Guerrini, comandavam o futebol amador no município. A família Pousa gerenciava o Esporte Clube Vergueirense, enquanto os Guerrini tomavam conta do 12 de Outubro.
Em outubro de 1913, as duas famílias se reuniram e resolveram montar uma única equipe que representasse a cidade. Convidaram então Carlos Wingeter, cirurgião dentista e capitão da Guarda Nacional, para ser o presidente do clube que estava se formando com a fusão das duas famílias.
Wingeter, filho do religioso alemão Jacob Philip Wingerter, aceitou o convite prontamente, mas com apenas uma exigência: o nome do novo time teria que ser XV de Novembro, em homenagem à data marcada pela Proclamação da República. 
O reconhecimento dos piracicabanos ao time de futebol aconteceu de imediato, o que rendeu ao XV afinidade ímpar pela identificação que o município tinha com seus integrantes. Este foi o pontapé inicial para o surgimento do Esporte Clube XV de Novembro de Piracicaba.

### Lei do Acesso
"Pioneiro da Lei do Acesso”. A frase, eternizada na letra do hino oficial do XV, escrito por Jorge Chaddad e Anuar Kraide, comemora o feito do clube ter sido o primeiro time do interior a ter o direito de disputar a elite do estadual paulista - antes disputada apenas por clubes da capital e equipes convidadas.
Com o novo regulamento, criado pelo presidente da Federação Paulista de Futebol, Roberto Gomes Pedrosa em 1948, a competição saltou de 14 para 43 participantes, divididos na fase inicial em três grupos (um de 15 e dois de 14). O regulamento previa que os primeiros colocados de cada chave fariam o triangular final para decidir o campeão. 
A primeira fase da competição se desenrolou até 12 de dezembro de 1948 e o XV somou 38 pontos, ficando na liderança do seu grupo. As finais aconteceram contra Linense e Rio Pardo, com duas vitórias quinzistas. A última partida do campeonato foi realizada no Palestra Itália e o Alvinegro goleou o rival de Lins por 5 a 1, com dois gols de Gatão, dois de Rabeca e um de De Maria. O resultado garantiu o acesso à Série A do Paulistão.

### Anos 1960

Tradicional escudo do XV de Piracicaba

Em 1964, sob o comando do lendário Romeu Italo Ripoli, o clube fez uma excursão pela Europa e pela Ásia. Naquela época, o Brasil já era bicampeão mundial e apenas o Santos e o Botafogo faziam esse tipo de viagem. O XV de Piracicaba jogou na Suécia, na Polônia, na Alemanha (Ocidental e Oriental, divisão política da época), na Dinamarca, e nas então repúblicas soviéticas da Rússia, Ucrânia, Moldávia, Cazaquistão e Uzbequistão durante a Guerra Fria.
No dia 23 de abril daquele ano, apesar da derrota por 2 a 0, uma partida ficou para história. O alvinegro enfrentou a Seleção Soviética de Lev Yashin, considerado um dos melhores goleiros da história e conhecido como “Aranha Negra” devido ao seu uniforme todo preto. No total, o XV de Piracicaba disputou 20 jogos, com 5 vitórias, 5 empates e 10 derrotas nas partidas na Europa e Ásia. Foram 32 gols assinalados e 37 sofridos.

### Anos 1970 a 1990
Em 1973, Ripoli voltou à presidência do XV e levou o time a uma das suas maiores conquistas, o vice-campeonato paulista de 1976, ano em que o Palmeiras foi campeão. O XV foi primeiro clube do interior paulista a atingir tal classificação.
Em 1979, o XV foi o 13.º colocado do Campeonato Brasileiro de Futebol, a melhor colocação de sua história no torneio. Nesse mesmo campeonato, goleou a equipe do Grêmio por 3 a 0, em Piracicaba. As polêmicas de Ripoli com a Federação Paulista de Futebol mantiveram o time sempre em grande destaque na imprensa, até o falecimento do presidente em 1983.
Em 1980, o XV foi rebaixado no Paulistão de 1980, voltando em 1984. O clube se manteve no Paulistão de 1984 até 1995, último ano em que o XV participou da primeira divisão do futebol paulista até então. Depois desceu para a segunda e posteriormente para a terceira divisão. Jogou a segunda divisão em 1996, 1997, 1998, 1999 e 2000.
Durante os seus mais de 110 anos, grandes jogadores já desfilaram com a camisa zebrada do XV. De Sordi, Dadá Maravilha, Cléber Gaúcho, Idiarte Massariol, Chicão, Doriva, Coutinho, Vadinho, Pianelli e Gatão são alguns dos principais nomes da história do clube.

### Recordes
Mesmo rebaixado em 1995 no Campeonato Paulista e ausente dele por 17 anos, a equipe piracicabana ia muito bem na Série B Brasileirão. Em 1998, por exemplo, o XV obteve 7 vitórias consecutivas no início do campeonato. Até hoje, esse é o recorde de vitórias nas rodadas iniciais da segunda divisão nacional.

### Anos 2000
De 2001 até 2005, jogou a terceira divisão estadual. No ano de 2005, o time subiu para a segunda divisão, porém, devido à fraca campanha na Série A2 de 2006, voltou a ser rebaixado. Disputou a terceira em 2007, 2008, 2009 e em 2010, quando voltou à Série A2. Mesmo estando nas divisões inferiores do futebol paulista, a média de públicos nos jogos em Piracicaba era grande. Havia jogos em que o público era de 10 mil espectadores, como no jogo entre XV e Olímpia pela terceira fase da A3 de 2007.
O XV passou por uma reestruturação, apostando nas categorias de base, a qual conseguiu pela primeira vez chegar à final da primeira divisão do campeonato paulista Sub-20, em 2007, que teve como campeão a equipe do Santos F.C.
Em 2008, com um mau planejamento, o XV não conseguiu o tão sonhado acesso no campeonato paulista da série A3. Porém, o ano não foi de ruim para o time piracicabano, pois, no segundo semestre, o clube chegou à final da Copa Paulista 2008, sendo derrotado apenas pelo Atlético de Sorocaba (no estádio Barão da Serra Negra) por 3x2.
No segundo semestre, embora não tenha conseguindo a vaga na Copa do Brasil 2008, o XV formou uma equipe muito boa e a base desse time foi mantida para a disputa do Campeonato Paulista da Série A3 de 2009. Porém, o time fracassou na fase final da série A3 e não conseguiu o acesso. Já em 2010, o XV disputou novamente a Série A3, terminando a primeira fase em 7.º lugar e classificando-se para a fase seguinte. Na segunda fase, conseguiu ficar em segundo lugar no seu grupo e garantiu o acesso à série A2.
No ano de 2011, o XV fez uma excelente campanha e terminou a primeira fase como segundo colocado de seu grupo na Série A2. Na fase seguinte, foi o primeiro colocado de seu grupo e se qualificou para disputar a final do campeonato. Empatou com o Guarani por 2x2 no tempo normal e na prorrogação, venceu nos pênaltis por 4x2. Dessa forma, conquistou seu segundo acesso seguido e voltou a elite paulista depois de 17 anos fora dela.
2012 foi inesquecível para os torcedores do XV. De volta a Série A1, apesar de ficar mais da metade do campeonato na Zona do rebaixamento, se livrando da degola apenas na última rodada, num empate com a equipe do Mogi Mirim Esporte Clube por 2x2, na casa do adversário, o clube permaneceu na elite do Paulistão. No segundo semestre, a equipe disputou a Copa Paulista de Futebol e, após ótimas campanhas nas duas primeiras fases, foi eliminada nas quartas de final.

### 2013: O Centenário do XV

O selo do centenário do XV de Piracicaba.

No dia 15 de novembro de 2013 o XV se tornou mais um clube centenário no Brasil, e a primeira meta do time piracicabano já foi cumprida em 2012: não ser rebaixado e disputar o Campeonato Paulista de Futebol de 2013 - Série A1. Para o Paulistão, a nova diretoria do XV, contratou 21 jogadores e entre eles, os experientes atletas Fabiano, com passagens por São Paulo, Internacional e Santos, e Danilo Sacramento, vice-campeão paulista com o Guarani em 2012.
Outra aposta certeira da diretoria alvinegra, foi a contratação do experiente técnico Sérgio Guedes, que quase livrou o Sport do rebaixamento no Campeonato Brasileiro de 2012. Houve muitas especulações de que o técnico, que estava emprestado ao time pernambucano, não voltaria para comandar o XV no Paulista, mas o treinador honrou sua palavra dada ao presidente Celso Christofolletti e veio para Piracicaba. Com Sérgio no comando, o XV conseguiu se manter na principal divisão do Futebol Paulista.
Em 2013, o XV encerrou sua participação na 1.ª fase do Paulistão na 10.ª colocação, com 6 vitórias, 7 empates e 6 derrotas. Marcou 31 gols e sofreu 30. Na Copa Paulista, disputada no segundo semestre, atingiu as semifinais.

### Novo rebaixamento e período na divisão de acesso
Em 2016, o XV sofreu um revés no primeiro semestre, sendo rebaixado para a série A2 do Campeonato Paulista, após ser o 17.º colocado da competição. No entanto, recuperou-se plenamente no semestre seguinte ao se sagrar campeão da Copa Paulista de Futebol.
No início de 2017, o XV disputou o Campeonato Paulista da Série A2, onde não realizou boa campanha. Terminou em 12.º lugar, com 5 vitórias, 10 empates e 4 derrotas. Marcou 25 gols e sofreu 22. Em seguida, jogou o Campeonato Brasileiro da Série D. Foi eliminado ainda na primeira fase, com 3 vitórias e 3 derrotas, 7 gols a favor e 8 contra. Já no segundo semestre, disputou a Copa Paulista, chegando às semifinais, com 12 vitórias, 5 empates e 6 derrotas, 34 gols marcados e 18 sofridos.
Em 2018, realizou uma boa campanha na série A2, chegando às semifinais, onde foi eliminado pelo Guarani. Obteve 7 vitórias, 6 empates e 4 derrotas, marcando 17 gols e sofrendo 18.
Da mesma maneira em 2019, chegou às semifinais da A2. Dessa vez, foi eliminado nos pênaltis pela Internacional de Limeira. Ao longo do torneio, obteve 8 vitórias, 6 empates e 5 derrotas, marcando 25 gols e sofrendo 20. Nesse mesmo ano, foi vice-campeão da Copa Paulista de Futebol, perdendo a final para o São Caetano. Ao longo do torneio, obteve 13 vitórias, 8 empates e 5 derrotas, marcando 41 gols e sofrendo 27.

### Anos 2020
Em 2020, disputou a Copa do Brasil. Passou pelo Londrina na primeira fase, mas foi eliminado pelo Juventude na fase seguinte. Pela terceira vez consecutiva, chegou às semifinais da série A2, sendo eliminado pelo São Caetano. Ao longo do torneio, obteve 8 vitórias, 6 empates e 5 derrotas, marcando 22 gols e sofrendo 19. Disputou, ainda, a Copa Paulista, onde também chegou às semifinais, sendo eliminado pelo Marília. Nessa competição, obteve  8 vitórias, 2 empates e 2 derrotas, marcando 17 gols e sofrendo 10.
Em 2021, chegou às quartas de final da série A2, sendo eliminado pelo Oeste. Ao longo do torneio, obteve 5 vitórias, 7 empates e 5 derrotas, marcando 12 gols e sofrendo também 12. Na Copa Paulista, também chegou às quartas de final, sendo eliminado pelo São Caetano. Conseguiu 4 vitórias, 3 empates e 1 derrota, marcando 11 gols e sofrendo 4.
Em 2022, a equipe piracicabana foi bem no primeiro semestre, fazendo uma ótima campanha na primeira fase do Campeonato Paulista da Série A2, com 7 vitórias, 5 empates e 3 derrotas, marcando 18 gols e sofrendo 10. Termonou a primeira fase atrás apenas da Portuguesa e do Oeste. No entanto, nas quartas de final, perdeu duas vezes para o São Bento, 1 a 0 em Sorocaba e por 5 a 1 dentro de seus domínios, sendo eliminada da competição.
No segundo semestre, o Nhô Quim disputou a Copa Paulista de Futebol. Na primeira fase, ficou em segundo de seu grupo, com 4 vitórias, 5 empates e 1 derrota, 17 gols marcados e 11 sofridos. Nas quartas de final, enfrentou o Água Santa, empatou o primeiro jogo por 1x1 e venceu o segundo por 2x1. Na semifinal, contra o São Caetano, perdeu a primeira partida e ganhou a segunda, ambas por 1x0, avançando pelo critério de melhor campanha. Na final, venceu o  Marília por duas vezes (3x1 e 3x2), sagrando-se bicampeão da Copa Paulista. Com isso, ganhou o direito de disputar o Campeonato Brasileiro de Futebol - Série D no ano seguinte.
Já em 2023, a equipe realizou boa campanha na primeira fase do Campeonato Paulista da Série A2, terminando em 4o. lugar, com 
6 vitórias, 7 empates e 2 derrotas, marcando 18 gols e sofrendo 12. Nas quartas de final, eliminou a Portuguesa Santista, ganhando por 2x1 em Santos e empatando por 0x0 em casa. No entanto, nas semifinais sofreu duas derrotas para a Ponte Preta, por 3x0 e 2x0, não chegando novamente ao desejado acesso para a Série A1.
Em seguida, disputou o Campeonato Brasileiro de Futebol - Série D, sendo eliminado na primeira fase, após obter 4 vitórias, 4 empates e 6 derrotas, com 20 gols marcados e 21 sofridos.
Encerrou o ano disputando novamente a Copa Paulista de Futebol. Na primeira fase, foi o melhor do seu grupo com 6 vitórias e 4 empates, 10 gols marcados e apenas 1 sofrido. Nas quartas de final, eliminou o Juventus, obtendo 2 vitórias por 2x0 e 1x0. Na semifinal, foi eliminado pela Portuguesa Santista, tendo empatado por 1x1 fora de casa e perdido por 1x0 em Piracicaba.
Em 2024, iniciou o ano disputando o Campeonato Paulista da Série A2. Terminou a primeira fase em 4º lugar, com 6 vitórias, 5 empates e 4 derrotas, marcando 22 gols e sofrendo 16. No entanto, nas quartas-de-final foi eliminado pela Portuguesa Santista, perdendo por 3x2 em Santos e empatando por 1x1 em Piracicaba.
No segundo semestre, disputou novamente a Copa Paulista de Futebol. Na primeira fase, foi o segundo do seu grupo com 3 vitórias, 4 empates e uma derrota, 10 gols marcados e 6 sofridos. Nas oitavas de final, eliminou o Oeste, obtendo 2 vitórias por 1x0 e 2x1. Nas quartas de final, foi eliminado pela Portuguesa de Desportos, perdendo por 1x0 em São Paulo e por 2x1 em Piracicaba.
No primeiro semestre de 2025, disputou novamente o Campeonato Paulista da Série A2. Terminou a primeira fase em 7º lugar, com 6 vitórias, 4 empates e 5 derrotas, marcando 13 gols e sofrendo também 13. Nas quartas-de-final foi eliminado pelo Capivariano, com uma vitória por 1x0 em Piracicaba, uma derrota por 2x1 em Capivari e perdendo a disputa de pênaltis por 5x4.

## Seleção do Centenário
Em 2013, após meses de votação, passando primeiro pela escolha popular e depois pelos diretores e conselheiros do XV de Piracicaba e jornalistas da cidade, foi eleita a Seleção do Centenário do clube, formada por:
Sidmar; De Sordi, Aílton Luiz, Idiarte e Almeida; Chicão, Vadinho, Pianelli e Nardela; Gatão e Paulinho Massariol - Treinador: Dema

## Títulos
| HONORÁRIOS | HONORÁRIOS                      | HONORÁRIOS | HONORÁRIOS                          |
|            | Competição                      | Títulos    | Temporadas                          |
| ---------- | ------------------------------- | ---------- | ----------------------------------- |
|            | Taça dos Invictos               | 1          | 1967                                |
| NACIONAIS  |                                 |            |                                     |
|            | Competição                      | Títulos    | Temporadas                          |
|            | Campeonato Brasileiro - Série C | 1          | 1995                                |
| REGIONAIS  |                                 |            |                                     |
|            | Competição                      | Títulos    | Temporadas                          |
|            | Copa Brasil Central             | 1          | 1969                                |
| ESTADUAIS  |                                 |            |                                     |
|            | Competição                      | Títulos    | Temporadas                          |
|            | Copa Paulista                   | 2          | 2016 e 2022                         |
|            | Campeonato Paulista - Série A2  | 6          | 1931, 1947, 1948, 1967, 1983 e 2011 |
|            | Torneio Início Paulista         | 1          | 1949                                |

### Basquete

#### Masculino
- Campeonato Paulista: 2 (1957 e 1960)
- Campeonato Paulista do Interior: 6 (1955, 1957, 1958, 1959, 1960 e 1974)
- Troféu Bandeirantes: 5 (1955, 1957, 1959, 1960 e 1961)
- Torneio Novo Milênio: 1 (2011)
- Campeonato Paulista A-2: 2 (2006 e 2012)
- Campeonato Estadual da 1ª Divisão: 2 (1987 e 2015)
- Campeonato Paulista da 1ª Divisão do Interior: 1 (1978)
- Copa do Atlântico: 1 (1957) [34]

### Feminino
- Campeonato Paulista: 5 (1959, 1961, 1962, 1964 e 1966)
- Campeonato Paulista do Interior: 3 (1961, 1963 e 1965)
- Troféu Bandeirantes: 4 (1960, 1961, 1962 e 1963)

## Estatísticas

### Participações
|  | Participações em 2025 |

| Competição | Competição            | Temporadas | Melhor campanha       | Estreia | Última | A | R |
| São Paulo  | Campeonato Paulista   | 46         | Vice-campeão (1976)   | 1949    | 2016   |   | 5 |
| São Paulo  | Série A2              | 23         | Campeão (6 vezes)     | 1947    | 2025   | 5 | 3 |
| São Paulo  | Série A3              | 9          | 3º colocado (2005)    | 2001    | 2010   | 2 | – |
| São Paulo  | Copa Paulista         | 22         | Campeão (2016 e 2022) | 2001    | 2025   |   |   |
| Brasil     | Campeonato Brasileiro | 4          | 13° Colocado (1977)   | 1977    | 1979   |   | – |
| Brasil     | Série B               | 12         | 5º colocado (1998)    | 1980    | 2002   | – | 1 |
| Brasil     | Série C               | 3          | Campeão (1995)        | 1988    | 2003   | 1 | – |
| Brasil     | Série D               | 2          | 35º colocado (2017)   | 2017    | 2023   | – |   |
| Brasil     | Copa do Brasil        | 2          | 2ª Fase (2020)        | 1991    | 2020   |   |   |

## Jogadores cedidos para a Seleção Brasileira de Futebol
1.º- Neves, em uma oportunidade:
- Brasil 4x0 Paraguai; Taça Oswaldo Cruz, em 25 de julho de 1968.

2.º- Doriva, em três oportunidades:
- Brasil 4x2 Valencia-ESP; (amistoso), em 27 de abril de 1995;
- Brasil 2x1 Israel; (amistoso), em 17 de maio de 1995;
- Brasil 3x0 Japão; (Copa Umbro), em 6 de junho de 1995.

## Estrutura

### Barão da Serra Negra
Inaugurado no dia 4 de setembro de 1965, ainda inacabado após quase cinco anos de obras, pelo então prefeito municipal Luciano Guidotti, o Estádio Barão da Serra Negra, denominado por meio da Lei 1.365 de novembro de 1965, é a casa do Esporte Clube XV de Novembro de Piracicaba.
O projeto de construção do estádio do XV, que até então mandava seus jogos no extinto Roberto Gomes Pedrosa, foi iniciado efetivamente por meio da lei 368 de 3 de julho de 1953, sancionada pelo prefeito Samuel de Castro Neves. Mas foi outra lei, a de 924 de 24 de novembro de 1960, sancionada pelo prefeito Francisco Salgot Castillon, que autorizou a construção.
A primeira partida disputada no local foi entre o Alvinegro Piracicabano e o Palmeiras, duelo que terminou empatado em 0 a 0, com um público de 15.674 pessoas e renda de Cr$ 19.825.000,00. Anterior ao início do jogo, o Nhô Quim homenageou o presidente da equipe paulistana, Delfino Facchina, que por sua vez ofereceu uma placa de bronze para a Prefeitura de Piracicaba. O XV de Piracicaba, do técnico Gilson Silva, foi escalado com Sílvio; Virgílio, Pescuma, Dorival e Chiquinho; Bastos e Emílio; Warner, Rodarte, Benê e Sabino.
Na sequência, mais dois jogos contra outros grandes da capital: São Paulo e Corinthians. Contra o Tricolor, mais um empate sem abertura do placar, já contra o Corinthians saíram os primeiros gols, porém a maioria a favor do adversário. Flávio, duas vezes, e Marcos marcaram para o alvinegro da capital, enquanto Pescuma descontou para o XV. Assim, o atacante corinthiano Flávio ficou gravado na história como autor do primeiro gol do Barão.
A torcida piracicabana precisou, portanto, esperar mais um pouco para comemorar a primeira vitória do time do coração em seu novo estádio. E ela veio no dia 26 de setembro do mesmo ano, quando o XV venceu o Comercial por 3 a 1, em peleja válida pelo Campeonato Paulista de 1965. Os tentos quinzistas foram anotados por Chiquinho, Benê e Tabai.
Inicialmente capaz de comportar 26.528 torcedores, o Barão, devido às restrições legais, teve sua capacidade limitada em 18.799 pessoas. As dimensões atuais do campo são de 100m x 67m. O estádio integra o Conjunto Esportivo Municipal, que conta também com ginásio principal, miniginásio, conjunto de piscinas e pista de atletismo.
O estádio em que o XV manda seus jogos chama-se Barão de Serra Negra. A casa quinzista tem capacidade para aproximadamente 22 mil pessoas, mas por questões de segurança, apenas 18 mil lugares são liberados. O local integra o Conjunto Esportivo Municipal, que conta também com ginásio principal, miniginásio, conjunto de piscinas e pista de atletismo.

### CT XV Raízen
O Centro de Treinamento XV Raízen é destinado ao treinamento e revelação de talentos do futebol profissional e das categorias de base do clube piracicabano. A estrutura possui dois campos de futebol com dimensões oficiais e vestiários.

## Torcidas
- Terror Alvinegro
- Esquadrão
- AR XV
- Super Raça Quinzista
- Torcida Unidas
- Metal XV
- Torcida Caveira Alvinegra Quinzista

## Ranking da CBF
Ranking da CBF de 2024:
- Posição: 158º
- Pontuação: 305 pontos

Ranking criado pela Confederação Brasileira de Futebol que pontua todos os times do Brasil.